# W ciemności schodzi moja dusza (wiersz)
W ciemności schodzi moja dusza – tytułowy wiersz z cyklu Jana Kasprowicza W ciemności schodzi moja dusza wydanego w 1912. W ramach całości zajmuje drugą pozycję. Utwór składa się z trzech zwrotek czterowersowych rymowanych xaxa. Jest napisany wierszem sylabotonicznym, jambicznym. Nieparzyste wersy wszystkich strof są dziewięciozgłoskowe (sSsSsSsSs), a parzyste siedmiozgłoskowe (sSsSsSs). Rymy są żeńskie. 
W ciemności schodzi moja dusza,
W ciemności toń bezdenną,
Pól Elizejskich już nie widzi,
Zawisła nad Gehenną.